# Ниидзуки (эсминец)
Ниидзуки (яп. 新月, «Новая Луна») — японский эскадренный миноносец времён Второй Мировой войны типа «Акидзуки».

## Строительство
Корпус корабля был заложен 8 декабря 1941 года на верфи «Мицубиси» в Нагасаки. Спущен на воду 29 июня 1942 года, вступил в строй 31 марта 1943 года. Стал пятым представителем этой серии эсминцев и его первого подтипа («Акидзуки»), и первым, штатно нёсшим РЛС.

## История службы
После вступления в строй «Ниидзуки» был зачислен в состав новообразованного 11-го дивизиона эсминцев, став его флагманским кораблём. До середины мая он совершал только учебные выходы во Внутреннем море.
18 мая эсминец вышел из Курэ в Йокосуку с целью присоединиться к эскадре, которую предполагалось отправить к Алеутским островам для отражения высадки американцев. Однако после падения Атту этот план отменили, и корабль вернулся назад.
31 мая «Ниидзуки» был передан в состав Восьмого флота, и уже 8 июня прибыл в Йокосуку, а 16-21 июня в составе эскорта соединения кораблей перешёл на Трук. 23-25 июня он же вместе с тяжёлыми крейсерами «Кумано» и «Судзую» и эсминцами «Судзукадзэ» и «Ариакэ» участвовал в перевозке 5-го и 28-го дивизионов ПВО из Трука в Рабаул.
В конце месяца на «Ниидзуки», как на наиболее современную из имевшихся у него боевых единиц, перенёс свой флаг командующий 3-й флотилией эсминцев контр-адмирал Тэруо Акияма. 1 июля его соединение перешло к острову Шортленд.
2 июля эсминцы 3-й флотилии («Ниидзуки», «Амагири», «Мотидзуки», «Нагацуки», «Сацуки», «Хацуюки» и «Юнаги») вышли для обстрела американских позиций на острове Рендова. В ночь на 3 июля находящиеся в проливе Бланш корабли открыли огонь по берегу, а позже по атаковавшим их трём американским торпедным катерам, заявив о потоплении двух из них.
4 июля «Ниидзуки» (флаг командира 22-го дивизиона Кунидзо Канаока) вместе с «Нагацуки», «Сацуки» и «Юнаги» вышел в рейс «Токийского экспресса», направляясь с войсками на борту к населённому пункту Вила на острове Коломбангара. Одновременно с этим залив Кула пересекало американское соединение контр-адмирала Эйнсворта (3 лёгких крейсера и 9 эсминцев), также нёсшие десант на борту. Дождливой ночью сближающиеся корабли были обнаружены радиолокатором «Ниидзуки», дав японцам временную фору. И хотя Канаока, оценив преимущество американцев в силах, решил вернуться на базу, перед этим он приказал разрядить торпедные аппараты в их сторону. В результате, когда корабли соединения Эйнсворта обнаружили противника и начали его преследование, навстречу им уже шло 14 запущенных с предельной дальности торпед, в том числе десять 610-мм «длинных копий». Одна из них поразила эсминец «Стронг», мгновенно разломив его на две части (46 погибших) и вынудив американцев отказаться от погони, занявшись спасением его экипажа.
Поскольку задача доставки войск не была выполнена, в ночь на 6 июля её было решено повторить силами всей 3-й флотилии эсминцев. «Ниидзуки» (флаг контр-адмирала Акияма), «Судзукадзэ» и «Таникадзэ» входили в состав группы прикрытия, а ещё на 7 единицах размещались войска и боеприпасы. На перехват обнаруженной группы вышло всё то же соединение Эйнсворта, начав бой, известный как сражение в заливе Кула. В первые же его минуты «Ниидзуки» как наиболее крупная из целей оказался под сосредоточенным обстрелом трёх американских лёгких крейсеров и вскоре начал тонуть, даже не успев открыть ответного огня. Впрочем, немного позже аналогичная участь постигла и крейсер «Хелена», получивший три торпедных попадания с «Судзукадзэ» и «Таникадзэ».
«Ниидзуки» затонул восточнее острова острова Коломбангара в точке с координатами 07°57′ ю. ш. 157°12′ в. д.. Попытки эсминца «Амагири» осуществлять поиск уцелевших были безуспешными из-за огня противника, и практически все из находившихся на борту 300 человек (включая контр-адмирала Акияма и командира корабля капитана 2-го ранга Канэда) погибли. Несколько членов экипажа эсминца были позже подняты американцами.
10 сентября 1943 года «Ниидзуки» был исключён из списков флота.
Описывая историю этого корабля, американский историк Эллин Нэвитт отмечал, что

Короткая карьера «Ниидзуки» символизирует службу японских эскадренных миноносцев в целом: превосходные корабли и экипажи, трудолюбивые, отважные и неоднократно побеждающие, но, в конечном счете, обречённые на безотрадный конец в безнадёжной борьбе.
Оригинальный текст (англ.)NIIZUKI's brief career well typified that of the Japanese destroyer service as a whole: superb ships and crews, hard-working, gallantly fought and frequently victorious, but ultimately doomed to a violent end in a hopeless struggle.

## Командиры
20.02.1943 — 6.7.1943 капитан 2 ранга (тюса) Киёси Канэда (яп. 金田清之).